# Wolodymyr Sabolotnyj
Wolodymyr Hnatowytsch Sabolotnyj (ukrainisch Володимир Гнатович Заболотний, russisch Владимир Игнатьевич Заболотный Wladimir Ignatjewitsch Sabolotnyj; * 1. Augustjul. / 13. August 1898greg. in Karan, Gouvernement Poltawa, Russisches Kaiserreich; † 3. August 1962 in Kiew, Ukrainische SSR) war ein ukrainisch-sowjetischer Architekt, Gründer und von 1945 bis 1956 Präsident der Akademie der Architektur der Ukraine, einer der Designer des Gebäudesprojektes der Werchowna Rada der Ukraine sowie Abgeordneter des Obersten Sowjets der Ukrainischen SSR. 

## Leben
Wolodymyr Sabolotnyj kam im Dorf Karan (Карань), das heute Teil ein der Stadt Perejaslaw in der ukrainischen Oblast Kiew ist, zur Welt.
Er machte 1919, mitten im Russischen Bürgerkrieg in Perejaslaw sein Abitur und studierte ab 1921 bei Dmitri Djatschenko (Дмитрий Михайлович Дяченко, 1887–1942) am ukrainischen Architekturinstitut in Kiew, das 1924 mit dem Institut für bildende Künste zum Kiewer Kunstinstitut fusionierte. Außerdem studierte er Design bei Pawlo Aljoschyn (Павло Федотович Альошин, 1881–1961), einem Anhänger des Klassizismus und Schüler der Sankt Petersburger Kunstakademie. Während seiner Studienzeit nahm er außerdem an Architekturwettbewerben für den Kulturpalast in Rostow am Don (1925) und die Kiewer Filmstudios (1926) teil. Er schloss sein Studium 1927 erfolgreich ab, erhielt den Titel eines Architekten und wurde Dozent am Kiewer Kunstinstitut. Gleichzeitig begann er selbständig zu arbeiten. Seine erste Arbeiten waren wettbewerbsfähige Projekte für den Regierungspalast der UdSSR (5. Preis) und ein Wohngebiet in Charkiw.
Am Ende der 1920er Jahre und dem Anfang der 1930er Jahre lehrte er Architekturdesign sowohl am Kiewer Kunstinstitut als auch am Kiewer Ingenieur- und Konstruktionsinstitut, der heutigen Nationalen Universität für Bauwesen und Architektur in Kiew. Parallel war er der Hauptarchitekt des Staatlichen Instituts für Städtebau DIPROMIST (ДІПРОМІСТ), an dem das Konzept einer sozialistischen Stadt entwickelt wurde. Seine zweite Schaffensphase lag in der zweiten Hälfte der 1930er Jahre bis zur ersten Hälfte der 1940er Jahre. Seine Beste Arbeit in dieser Zeit war die Kiewer Werchowna Rada, für deren erfolgreich abgeschlossene Errichtung er das Ehrendiplom des Präsidiums des Obersten Rates der Ukrainischen SSR sowie einen Geldpreis erhielt. Zwischen 1939 und 1941 arbeitete er als Chefarchitekt der Stadt Kiew.
Während des Deutsch-Sowjetischen Krieges wurde er evakuiert.
Kurz nach der Befreiung Kiews von der deutschen Besatzung kehrte er in die Ukraine zurück und es begann die dritte Phase seiner schöpferischen Tätigkeit. Große Teile Kiews waren zerstört und die ukrainischen Architekten stand vor der Aufgabe des Wiederaufbaus. 1945 wurde auf seine Initiative hin und unter seiner Leitung die Akademie der Architektur der Ukrainischen SSR in Kiew gegründet, deren Präsident er von 1945 bis 1956 war. 1956 wurde die Architektur-Akademie zur Akademie für Architektur und Bauwesen der USSR reorganisiert, deren Vollmitglied er wurde. Außerdem war Sabolotnyj Mitglied der 1925 gegründeten Vereinigung der Revolutionären Künstler der Ukraine sowie der Vereinigung moderner Architekten. Von 1957 an leitete er die, auf seine Initiative hin gegründete Abteilung für ukrainische Kunstgeschichte an der Akademie.

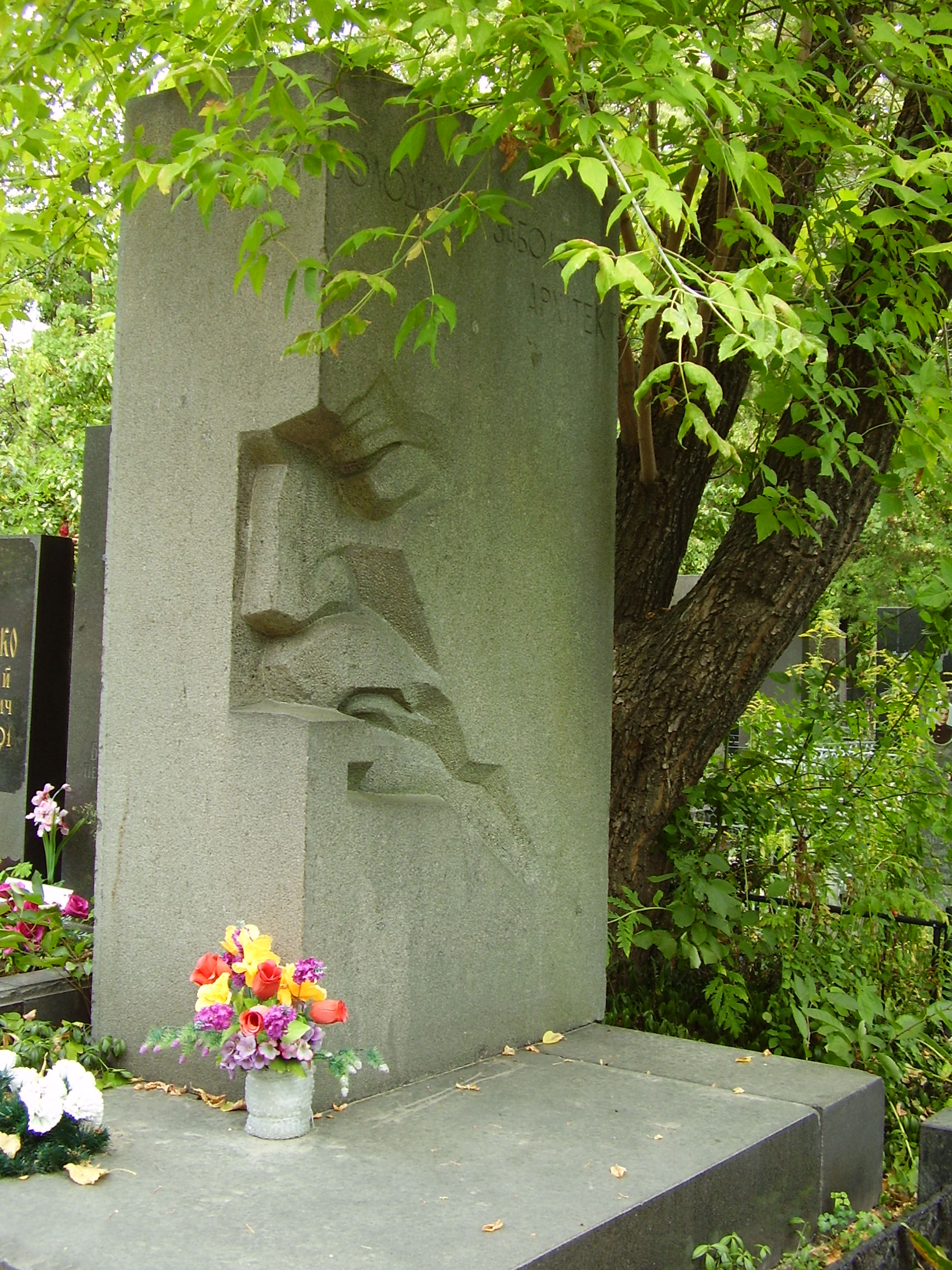
Grab von Wolodymyr Sabolotnyj auf dem Kiewer Baikowe-Friedhof

Sabolotnyj starb 63-jährig in Kiew und wurde dort auf dem Baikowe-Friedhof bestattet. Auf seinem Grab wurde ein monumentales Denkmal errichtet und in seiner Heimatstadt Perejaslaw wurde in seinem Vaterhaus das Museum des Akademikers W. Sabolotnyj gegründet.
Wolodymyr Sabolotnyj war Verfasser einiger Werke zur Architektur, so des Buches „Denkmäler für die Architektur der Ukraine“ von 1954.

## Ehrungen
Wolodymyr Sabolotnyj erhielt zahlreiche Ehrungen und Auszeichnungen: Darunter:
- 1941 Stalinpreis
- 1971 Staatspreis der Ukrainischen SSR im Bereich der Wissenschaft und Technologie (posthum)
- Leninorden
- Orden des Roten Banners der Arbeit